# Michael Patrick Mulroy
Michael « Mick » Patrick Mulroy est philosophe, humanitaire et expert en sécurité nationale. Il est l'ancien sous-secrétaire adjoint à la Défense des États-Unis (SADE) pour le Moyen-Orient au service du secrétaire James Mattis et du secrétaire Mark Esper. Il a été reconnu comme secrétaire en octobre 2017 et il a servi jusqu'en décembre 2019. Il était responsable pour la représentation du département de la Défense des États-Unis (DDE) pour la politique de défense et la politique de l'interagence au Moyen-Orient,,,. Il est également un officier retraité des opérations paramilitaires de l'Agence centrale de renseignement (ACR) et un marin américain.
Après avoir quitté le Pentagone, il a cofondé l'Institut Lobo, où il a dirigé le développement d'un documentaire sur un enfant soldat de l'Armée de résistance du Seigneur nommé My Star in the Sky,,. Il a également commencé à servir au conseil d'administration du Grassroots Reconciliation Group à but non lucratif qui travaille à la réhabilitation d'anciens enfants soldats, est devenu conseiller spécial auprès des Nations unies, chercheur de haut niveau à l’Institut du Moyen-Orient et analyste de la Sécurité Nationale d'ABC News,,.

## Service DASD

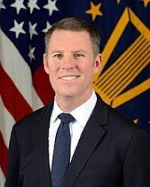
Photo officielle

La DASD pour le Moyen-Orient est membre du Service exécutif supérieur du bureau du secrétaire à la Défense. Cette personne est responsable de la politique du DoD et de la représentation du DoD dans l'interagence pour les pays de Bahreïn, Égypte, Israël, Iran, Irak, Jordanie, Koweït, Liban, Oman, Palestine, Qatar, Arabie saoudite, Syrie, Émirats arabes unis et Yémen,.
Le Foreign Policy et d'autres médias ont rapporté que Mulroy avait accepté le poste parce que le secrétaire à la Défense de l'époque, Mattis, cherchait un «individu non partisan et apolitique» qui passait beaucoup de temps dans les zones de conflit pour occuper ce poste,,. Ils ont poursuivi que: «Mulroy, qui a passé la majorité de sa carrière en tant qu'officier des opérations paramilitaires de la CIA dans les zones de conflit, quittera le département le 1er décembre 2019, car il avait toujours prévu de rester deux ans puis de déménager au Montana pour travailler sur le groupe qu'il a cofondé, l'Institut Lobo" .
Mulroy a reçu la médaille du secrétaire à la Défense pour service public exceptionnel pour ses efforts. La citation se concentre sur ses efforts pour construire un plan global pour le Yémen, pour développer un conseil politique du DoD pour l'Iran et pour aider les Casques blancs en Syrie à s'échapper avant que le gouvernement Syrien ne puisse les capturer,. Il a rendu hommage à son équipe politique qui était «impliquée dans bon nombre des grands problèmes de sécurité nationale» de ces dernières années,.

### Stratégie de défense nationale
En Janvier 2018, le DoD a publié la Stratégie de défense nationale (États-Unis) (NDS) qui ordre les priorités du DoD comme la Chine, la Russie, la Corée du Nord, l'Iran, puis la lutte contre le terrorisme. En tant que DASD pour le Moyen-Orient, Mulroy était responsable de la mise en œuvre de la NDS dans cette région, notamment de façonner l'avenir des conflits en Syrie, en Irak, dans la péninsule égyptienne du Sinaï et au Yémen, en mettant l'accent sur les concurrents proches de la Chine et de la Russie, et les efforts pour endiguer les activités malveillantes de l'Iran,.

### Annexe sur la guerre irrégulière
Lors d'un atelier en Octobre 2019 auquel participaient David Kilcullen, Ben Connable et Christine Wormuth chez RAND Corporation, Mulroy a officiellement publié l'Annexe sur la guerre irrégulière (LGI), affirmant qu'il s'agissait d'un élément essentiel de la NDS 2018. Il a déclaré que la guerre irrégulière (IW) comprend la contre-insurrection (COIN), le contre-terrorisme (CT), la guerre non conventionnelle (GNC), la défense interne étrangère (DIE), le sabotage et la subversion, la stabilisation (guerre) et les opérations d'information (OI), entre autres domaines. GI a été largement perçue comme limitée à l'effort de CT utilisé pour lutter contre les organisations extrémistes violentes. Pourtant, il a déclaré qu'il devrait être appliqué à tous les domaines de la concurrence, y compris les grandes puissances de la Chine et de la Russie et les États voyous de Corée du Nord et d'Iran. Mulroy a déclaré que les États-Unis doivent être prêts à répondre avec "des approches agressives, dynamiques et peu orthodoxes de l'GI" pour être compétitifs dans ces priorités,.

### Chine
En août 2019, le secrétaire Esper a déclaré que la Chine était la priorité numéro un du DoD et qu'« ils professionnalisent et étendent clairement la capacité et les capacités de l'armée pour pousser les États-Unis hors du théâtre (du Moyen-Orient) ». Le DoD a averti que les efforts de la Chine pour gagner en influence au Moyen-Orient pourraient saper la coopération en matière de défense entre les États-Unis et les alliés régionaux,. Mulroy a ajouté que la Chine avait «un désir d'éroder les avantages militaires américains» en utilisant leurs investissements pour «l'effet de levier et la coercition économiques» et «le vol et l'acquisition de propriété intellectuelle». Il a ajouté que les États-Unis étaient déterminés à améliorer la capacité de leurs partenaires à lutter contre le terrorisme, à dissuader les déstabilisateurs régionaux et à promouvoir la stabilité globale au Moyen-Orient, mais - comme nous montre la décision du ministère d'annuler le programme F-35 de la Turquie - devraient être prêts à prendre des décisions difficiles pour protéger la technologie américaine".

### Égypte
Lors d'une réunion avec le ministre égyptien de la Défense au sujet des tactiques COIN dans la péninsule du Sinaï, Mulroy a déclaré avoir vu des preuves de cette approche lors de sa visite de Décembre 2018 dans la péninsule du Sinaï. Il a également souligné qu'il observait des projets de développement économique. Al-Monitor a confirmé que le nord de la péninsule du Sinaï connaissait des «projets de développement sans précédent», y compris des plans pour de nouveaux logements et une zone industrielle. Mulroy a également expliqué que l'IWA à la NDS appelle le DoD à utiliser les principes du FID, à conseiller et à aider les tactiques et les OI.

### Iran
En avril 2019, les États-Unis ont désigné le Corps des Gardiens de la révolution islamique (CGRI) comme une organisation terroriste étrangère dans le cadre de la «campagne de pression maximale» du département d'État des États-Unis. Cette désignation et la décision de se retirer du Plan d'action global conjoint ont été prises contre l'opposition du DoD,,. Mulroy a déclaré que cette désignation n'accordait pas le DoD et qu'ils ne recherchaient aucune autorité supplémentaire auprès du DoD. Le DoD ne pensait pas que l' autorisation d'utilisation de la force militaire contre les terroristes pouvait être appliquée à un conflit potentiel avec l'Iran,.
Au Centre pour une nouvelle sécurité américaine (CNAS), Mulroy a déclaré que l'Iran posait cinq menaces distinctes. Le premier était la possibilité d'obtenir une arme nucléaire. La seconde était des attaques maritimes dans le détroit d'Ormuz et le Bab al-Mandab, dans lesquelles une partie substantielle du commerce de l'énergie et des marchandises commerciales passe. Le troisième était le soutien de l'Iran aux mandataires et aux organisations terroristes, y compris le Hezbollah au Liban et en Syrie, les Houthis au Yémen, certains des Hachd al-Chaabi en Irak et la protection des hauts dirigeants d'Al-Qaïda en Iran. Le quatrième envoyait leurs missiles balistiques dans les zones contrôlées par les Houthis du Yémen pour une utilisation contre l'Arabie saoudite et en Syrie avec le Hezbollah pour une utilisation contre Israël. Le cyber était la cinquième menace et une préoccupation croissante. Après cette déclaration, toutes ces menaces se sont matérialisées,,.
Beaucoup pensent que la « campagne de pression maximale » du département d'État américain est la principale cause de l'augmentation des activités malveillantes de l'Iran et du désir d'acquérir une arme nucléaire,. À la suite des attaques du CGRI contre la navigation internationale dans le golfe d'Oman à l'été 2019,, les États-Unis ont lancé l'International Maritime Security Construct (IMSC),. Mulroy a déclaré que le but de l'IMSC était d'accroître la surveillance et la sécurité globales dans les «principales voies navigables du Moyen-Orient». Ces voies navigables comprennent le golfe Persique, le détroit d'Ormuz, le détroit de Bab el-Mandeb et le golfe d'Oman. Il n'y a pas eu d'attaques iraniennes contre la navigation internationale depuis le début de l'IMSC.
Mulroy a initié et dirigé la formation de l'Iran Strategy Board (ISB) pour créer un forum pour coordonner la politique à travers le DoD et a plaidé pour une «approche calibrée de l'Iran». L'une de ses réalisations déclarées en tant que DASD était d'empêcher une guerre avec l'Iran, ce que d'autres membres de l'administration ont réclamé car ils pensaient qu'un conflit entre les deux pays était nécessaire pour forcer un changement de régime en Iran,.

#### Tuer Soleimani

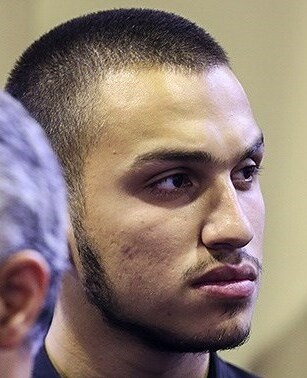
Qasem Soleimani

Le 3 janvier 2020, une frappe de drone Américain près de l'aéroport international de Bagdad a visé et tué le général de division iranien Qasem Soleimani de la force Qods du CGRI. Interrogé sur les réponses possibles de l'Iran, Mulroy a dit que la Force Qods avait atteint le monde entier et pouvait cibler les civils américains. Mulroy, qui a plaidé pour que les États-Unis utilisent des tactiques de guerre irrégulières, a déclaré que cette frappe augmenterait la probabilité d'un vote au conseil des représentants Irakien pour expulser les forces Américaines de leur pays, ce qui s'est produit. Il a ajouté que Soleimani avait «orchestré» une grande partie de l'insurrection en Irak qui a tué des centaines de militaires américains, a aidé à «concevoir et exécuter» la campagne de Bachar al-Assad en Syrie et a fourni un soutien au Yémen «qui a aggravé la crise humanitaire»,.
Dans un article du journal du Institut du Moyen-Orient, Mulroy et Eric Oehlerich ont déclaré que l'assassinat ciblé de Qasem Soleimani était justifié et attendu depuis longtemps car il était un combattant ennemi qui a orchestré une campagne meurtrière contre des militaires américains, des diplomates et des agents du renseignement en Irak. Ils ont également fait valoir que les États-Unis auraient dû commencer par cibler les subordonnés de Soleimani pour perturber leurs opérations et que l'autorité d'action secrète aurait dû être considérée comme offrant un certain déni et éviter la chance d'une guerre régionale totale entre les États-Unis et l'Iran.

### Irak
Mulroy a déclaré à ABC News que les relations avec le DoD et l'armée irakienne figuraient parmi les intérêts stratégiques les plus convaincants au Moyen-Orient. Il a expliqué que les États-Unis avaient aidé à former et à équiper 28 brigades irakiennes pour maintenir leur état de préparation et défendre leur pays contre l'EI. Poursuivant, "il y a cinq ans, l'État islamique d'Irak et du Levant (ISIS) contrôlait environ 55 000 kilomètres carrés et plus de 4 millions de personnes en Irak vivaient sous leur régime oppressif, maintenant ce n'est pas le cas". La Force opérationnelle interarmées combinée - Opération Inherent Resolve (CJTF-OIR) a directement appuyé ces efforts,.
Le gouvernement irakien continuera à combattre les restes de l'État islamique, et il aura besoin du soutien Américain et de la coalition pour l'éliminer complètement. "La priorité est de donner aux forces de sécurité professionnelles et compétentes de l'Irak les moyens de protéger sa souveraineté et d'empêcher une résurgence de l'Etat islamique. Plus les institutions de sécurité Irakiennes seront capables, plus l'Irak sera résilient face à ses ennemis", a déclaré Mulroy. Les forces Américaines sont présentes à l'invitation expresse du gouvernement Irakien et ancrées dans l'Accord-cadre stratégique signé par nos deux pays il y a plus de 10 ans (en 2008),.
Mulroy a souligné lors d'une audience de la commission sénatoriale des relations étrangères (SFRC) que les forces américaines étaient passées de plus de 150000 en 2008 au coût de 150 milliards de dollars par an à un peu plus de 5 000 en 2019 au détriment de 15 milliards de dollars par an. Il croyait que cela résultait du travail que les États-Unis et l'armée irakienne ont fait au fil des ans pour rendre les Irakiens plus indépendants. Cependant, il a déclaré que «l'ingérence cynique» de l'Iran dans le soutien des milices non conformes en Irak, plus fidèles à Téhéran qu'à Bagdad, a sapé l'autorité du gouvernement irakien, s'est attaqué aux Irakiens ordinaires par des activités criminelles et a déstabilisé les communautés fragiles récemment libérées de l'Etat islamique. Dans une interview accordée au Kurdistan 24, il a déclaré que les États-Unis continueraient à soutenir les peshmergas kurdes irakiens pour combattre l'EI.
Le 11 mars 2020, deux militaires américains et un britannique ont été tués et 12 autres ont été blessés lorsque dix-huit roquettes Katyusha de 107 mm ont frappé leur base en Irak connue sous le nom de Camp Taji. Le groupe par procuration iranien Kataeb Hezbollah (KH) était soupçonné de l'attaque qui pourrait avoir été des représailles de la frappe qui a tué leur chef et commandant du CGRI Soleimani. Mulroy a déclaré à ABC News que si l'attaque du Camp Taji était déterminée à être soutenue par l'Iran, le président se verrait probablement présenter plusieurs plans d'action pour y répondre et que cela est incroyablement provocateur et n'aurait pas pu arriver au « pire moment car il risque une escalade d'un conflit régional à un moment de crise sanitaire et économique internationale. » Le lendemain, les États-Unis ont répondu à ces attaques en frappant beaucoup d’installations du KH en Irak,.

### Russie
Mulroy a déclaré à Foreign Policy que la Russie renforçait sa position au Moyen-Orient et considérait la Syrie comme le centre de son approche car elle leur offrait de nombreuses opportunités, notamment le rétablissement du statut de grande puissance dans la région et l'amélioration de ses capacités militaires. Il a ajouté qu'une partie de cette approche a conduit la Russie à établir une installation navale dans la ville portuaire Syrienne de Tartous et une base aérienne côtière distincte.
En octobre 2018, la Turquie et la Russie ont signé un protocole d'accord sur Idlib, le dernier territoire détenu par les rebelles en Syrie. L'accord était censé prévoir un cessez-le-feu et protéger les trois millions de personnes vivant dans la province. Cependant, la Syrie a violé le cessez-le-feu et provoqué une catastrophe humanitaire. Mulroy a déclaré que la Russie pensait prospérer dans le chaos. Par conséquent, ils le créent. Il a également mis en garde contre le potentiel de dommages collatéraux importants lors d'un éventuel siège dirigé par la Russie contre Idlib, similaire à ce qui s'est produit à Alep il y a trois ans.
Dans un article paru au Institut du Moyen-Orient, , Mulroy a déclaré qu'il y avait un effort à la Chambre des représentants des États-Unis pour donner l'autorité et le financement au DoD pour mener des opérations de forces partenaires contre la Russie. Cet effort relevait de la section 1202 de la loi sur l'Autorisation de la Défense Nationale (ADN), mais il était limité au théâtre du Commandement des forces des États-Unis en Europe (EUCOM) et non autorisé dans le théâtre du commandement central Américain (CENTCOM), qui comprend le Moyen-Orient. Il a expliqué que bien que le théâtre européen soit important, la lutte contre l'expansion russe ne devrait pas être limitée par la géographie, et les États-Unis doivent rencontrer la Russie dans tous les domaines avec les autorités et les ressources pour rivaliser avec elles.
Sur la question des opérations d'influence menées par les services de renseignement russes aux États-Unis, Mulroy a déclaré dans le Washington Post que «les services de renseignement étrangers, en particulier les russes, utilisent souvent les troubles intérieurs aux États-Unis à leur avantage en exagérant ces troubles par le biais des médias sociaux et les opérations d'influence. Les opérations tirent souvent parti de manifestations légitimes, les détournant en prônant des actes destructeurs tels que l'incendie et la destruction de biens qui réduisent la confiance des Américains dans leur propre gouvernement. S'il y a des preuves que d'autres pays agissent de la sorte, "il "il doit y avoir des conséquences directes et réelles pour eux".
En Juin 2020, le New York Times a rapporté qu'une agence de renseignement Russe appelée la Direction générale du renseignement (GRU) payait les talibans pour tuer des militaires Américains en Afghanistan. Mulroy a qualifié les rapports de dérangeants s'ils étaient vrais et a déclaré que «bien que nous ne voulions pas d'une guerre avec la Russie, il y a certaines actions que vous ne pouvez pas accepter». Il a ajouté que "si nous avons des preuves solides que cela est fait et que nos forces sont tuées, les gants devraient toucher le sol",.

### Syrie

#### ISIS
En Avril 2019, Mulroy a déclaré qu'une zone de la taille de la Virginie-Occidentale avait été libérée de l'État islamique et que le califat physique avait été vaincu, mais l'Etat islamique n'a pas été détruit et qu'il restait plus de 10 000 combattants totalement impénitents en Syrie. Il a estimé que les États-Unis devraient être en Syrie pour le «long terme» avec le «partenaire très compétent» des Forces démocratiques syriennes (FDS),,,. Il a également déclaré que le partenariat américain avec les FDS était un modèle à suivre, comme les partenariats avec l'Alliance du Nord en Afghanistan pour vaincre les talibans en 2001 et avec les peshmergas kurdes irakiens en Irak en 2003 en tant que front nord contre Saddam Hussein. Il a ajouté que les États-Unis doivent soutenir les partenaires locaux pour stabiliser les zones qui ont été libérées du contrôle de l'Etat islamique et empêcher leur retour.
Mulroy a été «catégorique» dans une interview avec «Defence One» que les FDS méritaient le crédit pour la victoire contre Daech et pour maintenir la pression sur Daech, donc ils ne reviennent pas. Plus précisément, il a announcé: «Nous ne devrions pas simplement le survoler parce que c'était un exploit incroyable qu'ils (le SDF) ont fait. Personne à Washington n'a fait cela. Ils l'ont fait.
Lors d'une audition devant la SFRC, il a announcé que les FDS consacraient beaucoup de temps, d'efforts et de ressources à s'occuper des problèmes de tous les autres en détenant plus de 2000 combattants terroristes étrangers de plus de 50 pays, et les États-Unis poussent ces pays à prendre soutiennent leurs citoyens comme «c'est leur responsabilité»,. Il a ajouté que les familles des combattants de l'EI qui ont emménagé dans des camps de personnes déplacées à l'intérieur du pays (PDI) seront la prochaine génération de l'EI ou "ISIS 2.0" si la communauté internationale ne développe pas un plan pour les réhabiliter et leur offrir un avenir.
S'exprimant au Council on Foreign Relations (CFR), Mulroy a announcé que les FDS supportaient l'essentiel du fardeau lorsqu'il s'agissait de vaincre un califat. Il a poursuivi en disant que le DoD ne pouvait pas mener à bien le NDS sans des partenaires comme le SDF.
« Nous devons en choisir un. Nous devons le financer. Et nous devons faire quelque chose. » Dit Mulroy. «Si nous ne le faisons pas en tant que communauté internationale, pas seulement aux États-Unis, c'est un problème auquel nos enfants seront confrontés», a-t-il poursuivi,,. Il a dit que si nous ne faisons pas cela, nous reviendrons là-bas, à coup sûr, pour le faire à nouveau "nous le devons aux gens qui y vivent, qui ont supporté des fardeaux indescriptibles, et nous le devons aux hommes et aux femmes qui vont venir après nous au département d'État, au département de la Défense, que nous ne laissons pas simplement cela en suspens",.

#### Gouvernement syrien
En Juin 2019, Mulroy a announcé que les États-Unis «réagiront rapidement et de manière appropriée» si le gouvernement syrien utilise à nouveau des armes chimiques. Il a affirmé que ni la Russie ni le gouvernement Syrien ne s'étaient inquiétés des souffrances du peuple syrien et avaient créé ensemble l'une des pires tragédies humanitaires de l'histoire. Il a appelé toutes les parties à respecter leurs accords pour éviter les opérations militaires à grande échelle et permettre un "accès sans entrave" pour fournir une aide humanitaire à ceux qui en ont besoin,,.
En juillet 2018, l'organisation des Casques blancs a été évacuée du sud-ouest de la Syrie via Israël et vers la Jordanie parce que le gouvernement syrien et ses alliés russes ciblaient spécifiquement les membres du groupe pour des liens terroristes. Mulroy a été spécifiquement cité pour ses efforts «pour soutenir l'évacuation réussie de 422 volontaires et membres de la famille de l'organisation de défense civile des Casques blancs en Syrie».

#### Incursion turque
En août 2019, Mulroy, ainsi que d'autres hauts responsables du DoD, ont exprimé publiquement leur soutien aux FDS après que le président turc Recep Tayyip Erdogan eut menacé de lancer une offensive unilatérale dans la zone kurde du nord-est de la Syrie, la soi-disant «zone de sécurité» n'a pas été établie. La Turquie faisait pression pour contrôler - en coordination avec les États-Unis - une zone de 19 à 25 milles (30 à 40 kilomètres) en Syrie, allant à l'est de l'Euphrate jusqu'à la frontière avec l'Irak. Cette zone a été acceptée par la Turquie et les États-Unis avec peu de détails publics, mais de nombreux responsables du DoD étaient sceptiques sur le fait que la Turquie honorera ses engagements.
La décision du président Trump de se retirer de Syrie en octobre 2019 allait à l'encontre des recommandations de hauts responsables du DoD qui ont cherché à maintenir une petite présence de troupes dans le nord-est de la Syrie pour poursuivre les opérations contre l'Etat islamique et agir comme un contrepoids essentiel à l'Iran et à la Russie. Le président Trump a ignoré leurs conseils et a approuvé l'opération militaire Turque dans le nord de la Syrie, supprimant les forces américaines et ouvrant la voie à l'assaut contre la population minoritaire kurde. Mulroy a déclaré que la présence militaire américaine dans le nord-est de la Syrie et notre partenariat avec les FDS avaient largement contribué à la stabilité dans cette région,.
Avant l'incursion turque, appelée opération Source de paix, Mulroy a déclaré que s'ils envahissaient le Nord-Est de la Syrie, l'élément kurde des FDS défendrait leur peuple et les Syriens endureraient encore plus de souffrances,,. Le New York Times a déclaré que le DoD fabriquait "de la limonade à partir de citrons" et avait reconstitué sa stratégie après qu'elle avait etait sapée par un appel téléphonique entre le président américain Trump et le président turc Erdogan en décembre 2018, pour la faire refaire par un autre coup de téléphone entre le président américain Trump et le président Turc Erdogan en Octobre 2019. Ils ont continué que le DoD essaierait de le reconstituer. Mulroy a plaidé en faveur d'un plan international pour traiter publiquement les problèmes des prisonniers de l'Etat islamique et des camps de personnes déplacées quelques jours avant l'incursion turque au feu vert. Début octobre 2019, le DoD a fait pression pour obtenir l'approbation de garder un petit groupe de forces situé en Syrie pour pouvoir maintenir les relations avec les FDS et poursuivre la mission D-ISIS et de stabilisation,.
En Novembre 2019, le New York Times a rapporté que l'ambassadeur William Roebuck, le principal diplomate américain en Syrie, avait rédigé un mémorandum à l'envoyé spécial américain en Syrie James Jeffrey qui déclarait directement que les États-Unis auraient dû faire plus pour arrêter l'invasion turque en Syrie. Il a déclaré: «L'opération militaire de la Turquie dans le nord de la Syrie, dirigée par des groupes islamistes armés inscrits sur sa liste de paie, représente un effort intentionnel de nettoyage ethnique et ce qui ne peut être décrit que comme des crimes de guerre et du nettoyage ethnique». Il a également averti que «nous - avec nos partenaires locaux - avons perdu un poids considérable et hérité d'une plate-forme rétrécie et moins stable pour soutenir à la fois nos efforts de CT et la mission de trouver une solution politique globale pour la Syrie». Selon l'article, le Roebuck était le "deuxième haut responsable américain de la semaine dernière à se demander si les États-Unis avaient suffisamment insisté pour prendre des mesures telles que des patrouilles terrestres et aériennes conjointes américano-turques le long de la frontière, pour éviter une offensive turque dans le nord de la Syrie" le premier fonctionnaire étant Mulroy dans une interview avec Defence One.

#### Mort d'Abu Bakr al-Baghdadi

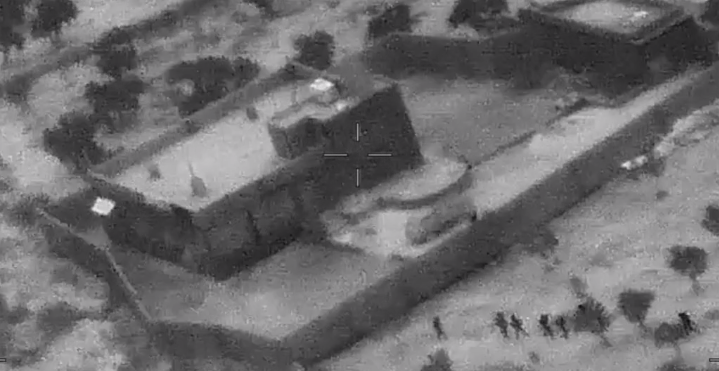
Abu Bakr al-Baghdadi Raid

Le 26 octobre 2019, la Force Delta du Commandement des Opérations Spéciales Conjoint des États-Unis (COSCE) a mené un raid dans la province d'Idlib en Syrie, à la frontière avec la Turquie, qui a entraîné la mort d'Ibrahim Awad Ibrahim Ali al-Badri al-Samarrai également connu comme Abou Bakr al-Baghdadi. Le raid a été lancé sur la base de l'effort de renseignement d'un centre d'activités spéciales de la CIA qui a localisé le chef de l'Etat islamique. Cette opération a été menée lors du retrait des forces américaines du Nord-Est de la Syrie, ajoutant à la complexité,. Plusieurs hauts responsables ont fait remarquer que cette opération n'a été possible qu'en raison de la présence sur le terrain en Syrie permettant le développement de réseaux de renseignement. Toute nouvelle réduction de la présence des troupes pourrait compromettre cette capacité. Le SDF a fourni un soutien direct et étendu à l'opération,. Les États-Unis ont déclaré qu'ils étaient sortis du conflit avec la Turquie, mais ils n'ont pas soutenu l'opération. Barisha, le village dans lequel al-Baghdadi a été tué, était situé à cinq kilomètres de la frontière entre la Syrie et la Turquie. De nombreux membres de la Communauté du renseignement américain (CRA) soupçonnent le gouvernement turc de savoir où se trouvait al-Baghdadi. Barisha est située dans une zone fortement contrôlée par les affiliés d' Al -Qaïda pour inclure le conflit Front Al-Nusra-SRF / Mouvement Hazzm, Hayat Tahrir al-Sham (HTS) et l'organisation des Gardiens de la Religion également connue sous le nom de Hurras ad-Din. Mulroy a mis en évidence ce domaine et l'inquiétude des services de renseignement et des militaires au sujet des menaces qui en émanaient avant le raid de Baricha.

#### Occupation américaine de la Syrie
Fin Octobre 2019, le DoD avait convaincu le président Trump de maintenir une petite présence dans la région de Deir ez-Zor en Syrie pour prendre pied américain dans l'infrastructure de l'industrie pétrolière locale et empêcher le gouvernement syrien d'accéder à leurs ressources en hydrocarbures dont le besoin est désespéré. CJTF-OIR a annoncé qu'ils repositionnaient les forces américaines pour continuer à s'associer aux FDS pour vaincre les restes de l'Etat islamique, protéger les infrastructures essentielles et refuser à l'Etat islamique l'accès aux sources de revenus. Le secrétaire Esper a déclaré que les champs pétrolifères étaient une source de revenus substantielle pour l'État islamique pendant leur contrôle et que les FDS pouvaient désormais utiliser ces revenus pour compenser les coûts de détention des détenus de l'État islamique,.

#### Sanctions César
Le 17 juin 2020, les États-Unis ont imposé des sanctions à 39 membres du gouvernement syrien, dont Assad et son épouse. Cela a été demandé en vertu de la loi César sur la protection des civils en Syrie, du nom de l'alias utilisé par un Syrien, qui a passé en contrebande plus de 50 000 photos de Syriens torturés par le gouvernement et les djihadistes au cours des deux années écoulées entre le déclenchement de la guerre civile dans ce pays. Mulroy a déclaré au Kurdistan 24 et à ABC News que le gouvernement syrien "doit être tenu responsable de ce qu'il a fait au peuple syrien qui a entraîné la mort de plus de 700 000 personnes et le déplacement de plus de 10 millions de personnes", que la communauté internationale doit également augmenter l'aide humanitaire et le financement de la stabilisation dans les zones libérées de ce régime despotique et faire tout ce que nous pouvons pour aider le peuple syrien et tout ce que nous pouvons pour mettre fin au régime syrien. Ce sont les mêmes,. Ils ont ajouté qu'en 2003, Mulroy a travaillé avec les Peshmergas, dans le contexte de l'invasion de l'Irak en 2003.

### Yémen
En mai 2019, le Sénat n'a pas obtenu les votes nécessaires pour annuler le veto du président à la législation visant à mettre fin au soutien Américain à l'intervention menée par l'Arabie saoudite au Yémen. Mulroy a déclaré que le soutien du DoD se limitait à un encadrement côte à côte pour atténuer les pertes civiles. Si la mesure était adoptée, elle ne ferait rien pour aider la population du Yémen et pourrait en fait augmenter le nombre de morts parmi les civils. En ce qui concerne la vente d'armes et de munitions et les ventes militaires à l'étranger, il a déclaré que cela relevait de la responsabilité du département d'État américain. Il a fermement soutenu les pourparlers de paix des Nations unies menés par l'envoyé spécial Martin Griffiths pour mettre fin à la guerre et il a poussé la communauté internationale à se rassembler et à tracer "une voie globale pour le Yémen". Mulroy s'est rendu à Aden, au Yémen, pour rencontrer des responsables du gouvernement yéménite avant de voter, a également souligné la nécessité que «leurs voix soient entendues»,. Mulroy a été spécifiquement cité pour ses efforts au Yémen comme ayant envisagé et lancé l'Initiative de Pilotage du Yémen (IPY), un projet conçu pour relancer le processus afin d'empêcher le Yémen de devenir un État en faillite. Les Nations unies ont intégré l'IPY à son processus de planification pour la stabilisation".
En septembre 2019, l'Arabie saoudite a accepté un cessez-le-feu dans plusieurs régions du Yémen, y compris la capitale de Sanaa, qui est contrôlée par des rebelles houthis soutenus par l'Iran . Cela faisait partie des efforts plus larges visant à mettre fin à un conflit de quatre ans qui a menacé de dégénérer en guerre régionale. L'envoyé spécial de l'ONU, Griffiths, a estimé que le cessez-le-feu était un signe positif dans la progression du processus de paix qui a débuté avec l'accord de Stockholm. Cela a été suivi par un accord de partage du pouvoir entre le Conseil de transition sud (STC) et le gouvernement de la République du Yémen (ROYG) en octobre 2019, faisant progresser davantage l'effort visant à garantir une paix durable.
Le 31 janvier 2020, le New York Times a rapporté que trois responsables américains « ont exprimé leur confiance » que Qasim al-Raymi , l'émir d'AQAP a été tué par la CIA le 25 janvier, dans le district d'Al Abdiyah , gouvernorat de Ma'rib, au Yémen. Al-Raymi a échappé aux forces américaines pendant des années alors qu'il dirigeait ce que les experts ont appelé la «franchise la plus dangereuse d'Al-Qaida». Yahoo News a rapporté que Mulroy a déclaré que sa mort serait «très importante». Al-Raymi a été la cible du raid d'opérations spéciales du 29 janvier 2017 au cours duquel Navy SEAL William Owens (Navy SEAL) a été tué. Le Wall Street Journal a également rapporté qu'al-Raymi avait tenté de faire sauter un avion de ligne à destination des États-Unis le jour de Noël 2009. Les actions d'Al-Raymi «ont tué d'innombrables personnes innocentes, y compris une attaque contre un hôpital», a expliqué Mulroy, «les États-Unis n'ont jamais oublié et leur ténacité dans la poursuite a éloigné cette personne très dangereuse du champ de bataille,,. Le président américain Donald Trump a semblé confirmer les informations selon lesquelles les États-Unis avaient tué al-Raymi, en retweetant des informations affirmant que la CIA avait mené l'attaque. Les experts le considéraient comme un successeur possible d'Ayman al-Zawahiri, le chef d'Al-Qaïda dans son ensemble.

### Afghanistan
Mulroy a critiqué la décision de retirer toutes les forces militaires américaines d'Afghanistan d'ici le 11 septembre 2021. Il a expliqué cela par le fait que les États-Unis et leurs partenaires de la coalition «ont libéré le pays des griffes des talibans qui ont défendu al-Qaïda, le groupe qui nous a attaqués en 2001. Selon la Banque mondiale, le PIB de l'Afghanistan est passé d'environ 4 milliards de dollars en 2002 à près de 20 milliards de dollars en 2019. Nous avons également fourni à des millions de personnes de l'électricité, de l'eau potable et une éducation». Bien qu'il reconnaisse le désir de toutes les forces américaines de se retirer, il s'inquiète de la façon dont cela saperait les mesures positives prises par l'Afghanistan et permettrait aux talibans de reprendre le pouvoir. Il a déclaré au Washington Post que «nous avons réduit notre vulnérabilité et considérablement réduit nos pertes. Je ne pense tout simplement pas qu'un investissement de 3 000 soldats soit de trop pour conserver ce que nous avons gagné en 20 ans».
Mulroy a également exprimé son inquiétude au sujet des personnes qui ont travaillé avec les États-Unis et du fait que les talibans souhaiteraient des représailles après leur départ. Il a déclaré que les États-Unis devraient lever la restriction sur les réfugiés afin d'accueillir ces Afghans. Il a également déclaré à ABC News que les États-Unis devraient y laisser suffisamment de troupes pour mener des opérations antiterroristes et aider l'armée nationale afghane,.
À la suite de la décision de retirer toutes les forces d'Afghanistan, Malroy s'est opposé à la fermeture de la base aérienne de Bagram jusqu'à ce que tous les citoyens américains et les visas d'immigration spéciaux soient évacués,. Il a activement participé aux efforts de volontariat pour secourir les Afghans d'Afghanistan dans un groupe appelé « TF Dunkerque ». Ce groupe était principalement composé d'anciens vétérans de l'armée et du renseignement.

### Ukraine
L'ancienne unité de la CIA de Mulroy, le Special Activities Division, aurait été le principal partenaire des forces spéciales ukrainiennes à partir de 2015. Ce partenariat comprenait une formation aux tactiques de guerre irrégulière, y compris la direction de petites unités, les opérations de tireurs d'élite et autres. Mulroy était un opposant virulent au soutien de l'effort ukrainien avant et après l'invasion par la Russie le 24 février 2022.
Il a spécifiquement déclaré au New York Times que "nous devons soutenir l'opposition à l'invasion et à l'occupation de toutes les manières possibles" et a plaidé pour fournir aux Ukrainiens une défense aérienne, navale et antimissile, des missiles aériens portables et blindés, soutien direct du renseignement, véhicules et hélicoptères tactiques et autres systèmes d'armes avancés,.
Dans un éditorial pour ABC News avant l'invasion, Mulroy a plaidé pour l'isolement économique et diplomatique de la Russie, y compris le retrait de la Russie des postes diplomatiques clés, et pour fournir des renseignements directs et un soutien militaire à leurs efforts depuis les pays voisins.
Après l'invasion, il a été très critique des crimes de guerre présumés de la Russie contre la population civile de l'Ukraine. Il a déclaré que l'invasion russe était essentiellement une série de crimes de guerre, se faisant passer pour une opération militaire, et a plaidé pour que tous les responsables de ces actions soient traduits devant un tribunal international ou une cour pénale,,.
Mulroy a déclaré que la guerre moderne nécessitait un commandement décentralisé dans lequel les officiers subalternes et les sous-officiers pouvaient prendre des décisions et se voir déléguer des pouvoirs. Il a dit que c'était probablement l'une des raisons pour lesquelles l'armée russe fonctionnait si mal. Sur la question de l'utilisation des services de renseignement américains pour aider les Ukrainiens à cibler les navires et les officiers généraux russes, il a déclaré que «cibler des généraux est tout à fait légal, cibler des civils non combattants ne l'est pas». Mulroy a déclaré que «si les généraux russes ne veulent pas être pris pour cible, ils devraient retirer leurs forces et retourner en Russie».

## Service de la CIA
Mulroy est un PMOO à la retraite du Centre des activités spéciales (anciennement appelé Division des activités spéciales) de la CIA. Les PMOO sont un hybride entre un officier du renseignement clandestin et un opérateur militaire spécial, appartenant au Groupe des opérations spéciales (SOG) au sein du SAC. Ils sont recrutés principalement au sein du Commandement des opérations spéciales des États-Unis et sont la majorité des récipiendaires des rares prix de bravoure de la CIA de la Distinguished Intelligence Cross et de l'Intelligence Star.
À la CIA, Mulroy a passé la majeure partie de sa carrière dans des zones de conflit. Ses postes comprenaient le service en tant que chef d'un département dans le Centre des activités spéciales (SAC), un chef de station, un chef d'une équipe expéditionnaire, un chef de base, un sous-chef d'une branche dans la Division des activités spéciales (SAD) et un PMOO dans une succursale de la SAD, entre autres. Ses récompenses de la CIA comprennent l'Intelligence Star, la Médaille de reconnaissance du renseignement, la Médaille du renseignement de carrière et la médaille de la réussite exceptionnelle du renseignement national, entre autres. Il est également récipiendaire du prix d'honneur supérieur du département d'État.
L'une des missions de Mulroy au sein de la CIA était en tant que chef ou chef d'une base à la frontière de l'Afghanistan et du Pakistan appelée Shkin. Cette base a été décrite par Time Magazine comme «l'endroit le plus dangereux du monde»,,. Dans le livre Obama's War, Bob Woodward a également expliqué que la CIA avait créé des équipes de poursuite contre le terrorisme considérées comme la «meilleure force de combat afghane» et que la base Shkin (également connue sous le nom de FOB Lilley) était un centre névralgique pour leurs opérations,.
Dans le livre Madman Theory, sur la politique étrangère de l'administration Trump, l'auteur Jim Scuitto déclare que Mulroy faisait partie de l'équipe initiale dans le nord de l'Irak en 2003 et a combattu avec les peshmergas kurdes avec les forces spéciales de l'armée américaine. Dans le livre, Mulroy décrit les combattants kurdes en Irak et en Syrie comme l'une des rares «forces partenaires où vous pouvez absolument compter sur rester en position de combat avec vous, jusqu'à la fin».

## Service militaire
Mulroy est un marin américain à la retraite et a servi en tant qu'officier commissionné et marine enrôlé en service actif et dans les réserves. Il a servi comme équipier blindé (code d'occupation militaire des États-Unis (MOS) 1811) d'un char M1 Abrams, juge-avocat (MOS 4412) et officier d'infanterie (MOS 0302). Ses récompenses militaires incluent La médaille de Recommandation du Service Interarmées, la médaille de Recommandation de la Marine et du Corps des Marines, la médaille de la Campagne en Afghanistan, la médaille de la Campagne en Irak, La Médaille Expéditionnaire de la Guerre Mondiale Contre le Terrorisme, entre autres. Son fils est également un US Marine servant en tant que sergent (E-5) dans la Force Reconnaissance (MOS 0321) avec la Compagnie Bravo, 3e Bataillon de Reconnaissance et a été déployé aux Philippines en octobre 2019,,.

## Autres services
Mulroy est un partisan de la philosophie stoïcienne. Dans un essai sur le stoïcisme moderne intitulé A Case for the Philosopher King, Mulroy a plaidé pour un retour de l'enseignement de l'éthique de la vertu à l'école et des exemples des modèles de ceux qui devraient être imités comme Marcus Aurelius, James Stockdale, John Lewis, entre autres. Il l'a fait après avoir évoqué le déclin précipité de la confiance que les Américains ont les uns dans les autres. Dans un podcast sur le même sujet, son père de La République de Platon a enseigné l’éthique.
Dans un article pour un essai d'ABC News intitulé Where philosophy intersects with war training: stoic soldiers, Mulroy et Donald Robertson ont plaidé pour l'utilisation du stoïcisme comme philosophie dans l'armée en raison de sa concentration sur la sagesse, la justice, la tempérance et le courage. Il a spécifiquement discuté de Sénèque et de la façon dont il a traité la peur et la colère comme un moyen de gérer le stress du combat et le concept stoïque de la fraternité universelle comme un moyen de renforcer l'esprit de corps. Dans le podcast de Modern Stoïcisme, Mulroy a raconté l'histoire de deux amis comme exemple de ceux qui ont surmonté la peur au combat et qui serviraient de modèle pour les générations à venir. Il a plaidé pour que l'armée intègre le stoïcisme dans la formation de base lors d'une conférence sur le stoïcisme organisée par la Garde nationale de l'armée américaine en Janvier 2021 après la prise d'assaut du Capitole des États-Unis en 2021, citant spécifiquement cet événement comme un exemple de détérioration du manque de confiance dans la société.

## Plaidoyer pour les enfants soldats

### My Star in the Sky

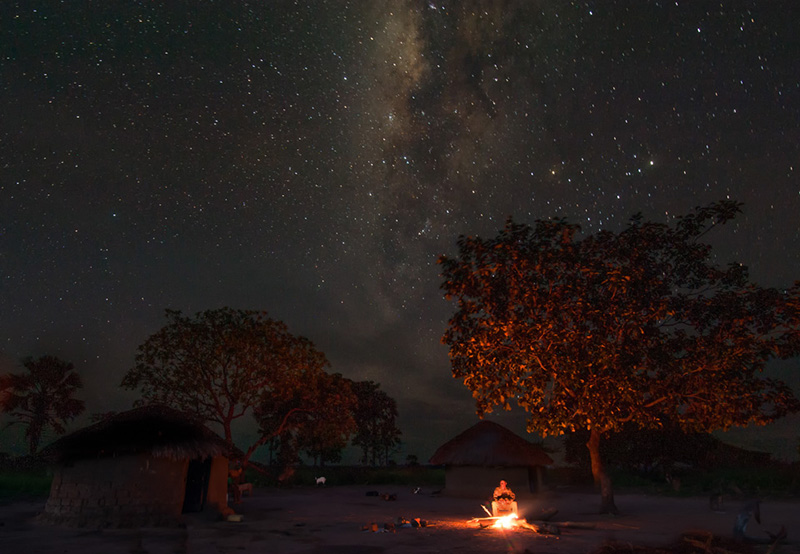
My Star in the Sky à l'université Yale

Mulroy est co-créateur (avec l'US Navy SEAL Eric Oehlerich) du documentaire My Star in the Sky, qui en langue acholi est «Lakalatwe». Ce documentaire décrit une histoire de survie, d'amitié et d'amour entre deux enfants soldats, Anthony et Florence Opoka. Tous deux ont été enlevés par la LRA, un groupe d'insurgés contre le gouvernement ougandais. Anthony a été grièvement blessé à plusieurs reprises. La sixième fois, il a été touché par une grenade propulsée par roquette. Il a été jeté dans une fosse commune et a été presque enterré jusqu'à ce que quelqu'un remarque ses yeux bougé. Il a récupéré avec un traitement médical minimal et est devenu un navigateur céleste, une compétence qu'il avait apprise de son père. Plus tard, il est devenu un opérateur radio et un locuteur de codes et a finalement été nommé opérateur radio de Joseph Kony. Florence a également servi comme soldat. Après avoir épousé Anthony dans la brousse, elle a accouché de son deuxième enfant lors d'une fusillade. Après la naissance, elle «s'est levée et a attaché le bébé à son dos, a pris son premier enfant d'une main et son fusil d'assaut de l'autre». Anthony et Florence se sont finalement échappés, ont continué leur famille et soutiennent les enfants rendus orphelins par les soldats de la LRA à ce jour,.
Le Foreign Policy rapporte que le documentaire a été réalisé après que Mulroy et Oehlerich aient rencontré les Opoka pendant l'opération Observant Compass (OOC). Mulroy a qualifié l'OOC de «modèle» pour aborder les enfants soldats en utilisant des opérations d'influence au lieu de la force meurtrière. Ils ont travaillé avec des organisations non gouvernementales (ONG) qui ont trouvé des mères d'enfants soldats et leur ont fait diffuser des messages à la radio, les suppliant de rentrer chez eux. Mulroy a annoncé que beaucoup de ces enfants ne pensaient pas qu'ils allaient être autorisés à revenir, alors demander à leur mère de passer à la radio et de leur dire spécifiquement « nous voulons que vous reveniez » a fait une grande différence. Il a ajouté que d'autres missions sont guidées par la cinétique - ce n'était pas le cas. Le colonel du Corps des Marines Jon Darren Duke, qui commandait auparavant l'OOC, a déclaré qu'ils avaient fait tout ce qu'ils pouvaient pour amener les enfants soldats à faire défection afin qu'ils n'aient pas à les combattre en utilisant des opérations psychologiques pour «les appeler à déposer les armes». dit-il lors de la projection. Mulroy a déclaré qu'il espérait que l'OOC servira de modèle pour les futurs programmes destinés aux enfants soldats, ainsi que pour d'autres opérations, car il montrait comment l'armée américaine pourrait utiliser le soft power, influencer les opérations» et d'autres aspects de ce que l'on appelle des «opérations irrégulières» guerre pour lutter contre le problème.
Ce documentaire a été projeté à l'Institut Jackson pour les affaires mondiales de l'université Yale, le Conseil de l'Atlantique, à Washington, sur la base DC de réflexion pour les affaires internationales, le projet "Enough", un groupe sans but lucratif pour les crimes de fin contre l'humanité "Georgetown University", "Institute for the Study of Diplomacy", Georgetown University Institute for the Study of Diplomacy, et le Truman National Security Project , une organisation de gauche pour la sécurité nationale et le développement du leadership basée à Washington,,. En Avril 2020, il a été annoncé que l'auteur Mark Sullivan écrirait un livre basé sur le documentaire Mon étoile dans le ciel. Sullivan a écrit plusieurs livres, dont le best-seller du New York Times, "Beneath a Scarlet Sky", qui est actuellement en train d'être transformé en un grand film,.

### Le groupe de réconciliation à la base
Mulroy est membre du conseil d'administration du Grassroots Réconciliation Group (GRG). Le GRG a été lancé dans le cadre d'un programme financé par l'Agence des États-Unis pour le développement international (USAID) appelé « Northern Uganda Peace Initiative » (NUPI) pour réconcilier et réhabiliter d'anciens enfants soldats de la LRA de Joseph Kony. Après la fin du contrat de l'USAID avec NUPI, les cofondateurs Sasha Lezhnev et Kasper Agger ont continué à aider ces communautés dans le cadre d'un effort autofinancé. Depuis 2007, GRG a travaillé avec 38 groupes et atteint directement 2 200 personnes et a eu un impact sur plus de 5 000 indirectement.

### Commentaires sur le sujet
Dans une interview pour le podcast Frog Logic, un podcast principalement pour la communauté des opérations spéciales, Mulroy a déclaré: "Je ne pense pas que quiconque soit devenu un officier de marine, ou un SEAL, ou un [CIA] paramilitaire avec l'idée qu'ils allaient combattre un enfant. Dans une autre interview avec le Middle East Institute, un groupe de réflexion basé à Washington, Mulroy a déclaré: "Pour mettre fin à cette pratique, avec laquelle je pense que tous les adultes dans le monde devraient être d'accord, nous devrons tenir nos partenaires responsables. Alors que nous tenons nos adversaires. "Cette déclaration répondait à une question sur l'utilisation par le Royaume d'Arabie saoudite d'enfants soudanais pour mener leur guerre au Yémen et le département d'État américain renonçant à leur inclusion dans la liste des pays qui utilisent des enfants soldats. en violation de leurs obligations au titre des résolutions des Nations Unies.
Au cours d'une interview par Lawfare, Mulroy a expliqué que les États-Unis ont une loi appelée Child Soldiers Prevention Act qui a été adoptée à l'unanimité par la Chambre des représentants et le Sénat américain. Cette loi interdit aux États-Unis de fournir une assistance militaire ou des armes aux pays qui utilisent des enfants comme soldats. Néanmoins, le président peut renoncer à la demande pour des pays spécifiques si cela est jugé dans l'intérêt national. Mulroy a critiqué les États-Unis pour avoir accordé une dérogation à l'Arabie saoudite et a déclaré que les États-Unis avaient l'obligation de maintenir leurs partenaires au moins au même niveau que leurs adversaires, . Il a en outre expliqué qu'environ 100 000 enfants se battent dans plus de 18 pays à travers le monde et que l'utilisation d'enfants soldats au Moyen-Orient a doublé en 2019. Mulroy a déclaré: «C'est un problème dont chaque adulte devrait se soucier».
Dans un article d'ABC News, Mulroy a appelé l'administration Biden à faire davantage pour appliquer les protocoles de l'ONU et la loi sur la prévention des enfants soldats contre tous les pays, y compris les alliés qui utilisent des enfants comme soldats. Il a poursuivi que «l'administration Biden doit utiliser vigoureusement la loi Global Magnitsky pour punir les responsables, les entreprises et les commandants corrompus impliqués dans le soutien aux groupes armés qui recrutent des enfants soldats. Il est important de noter qu'ils devraient cibler les milices contre les fonctionnaires et les structures de soutien des entreprises, et pas seulement les chefs de milice eux-mêmes, qui voyagent rarement ou ont des comptes bancaires à l'étranger».

## Philosophie
Mulroy est un partisan de la philosophie du stoïcisme. Dans son essai « Modern Stoïcisme », intitulé « A Case for the Philosopher King », il a insisté pour ramener l'éthique de la vertu à l'école et a enseigné des exemples à des personnes comme Marcus Aurelius, Harriet Tubman, Christina Noble, James Stockdale, John Lewis, Malala Yousafzai et autres,.
Dans un article d'ABC News, "Where Philosophie Intersecte with War Training: Stoïc Soldiers," lui et Donald Robertson ont préconisé l'utilisation du stoïcisme comme philosophie dans l'armée en raison de l'accent mis sur la sagesse, la justice, la modération et le courage,. Il a plaidé pour que l'armée américaine intègre le stoïcisme dans sa formation de base lors d'une conférence organisée par la Garde nationale de l'armée américaine en janvier 2021 et lors d'une conférence organisée par Modern Stoïcisme en tant qu'orateur principal avec l'ancien conseiller à la sécurité nationale McMaster et le professeur Nancy Sherman de Université de Georgetown,.
Malroy est également membre du conseil des conseillers de l'Académie de Platon à Athènes, en Grèce.

## Autres activités bénévoles
Mulroy est membre du conseil d'administration et / ou des administrateurs de plusieurs organismes sans but lucratif. Ces organisations caritatives comprennent « Sound Off » (pour prévenir le suicide des vétérans), « Team America Relief » (pour soutenir les anciens partenaires afghans de l'armée américaine) et « FamilUSA » (pour soutenir les anciens partenaires afghans de la CIA),,.

## Les références
1. ↑  « Michael Patrick Mulroy from Crestview, Florida - VoterRecords.com », sur voterrecords.com (consulté le 5 mai 2019)
2. 1 2  « Michael (Mick) P. Mulroy > U.S. DEPARTMENT OF DEFENSE > Biography View », sur dod.defense.gov (consulté le 5 mai 2019)
3. ↑  « Senior Executive Service Announcements », sur defense.gov (consulté le 27 février 2018)
4. ↑  « Mulroy Assigned Deputy Assistant Secretary of Defense for Middle East », sur SIGNAL Magazine, 12 janvier 2018 (consulté le 5 mai 2019)
5. 1 2 3  « Michael (Mick) P. Mulroy > U.S. DEPARTMENT OF DEFENSE > Biography View », sur www.defense.gov (consulté le 27 février 2018)
6. 1 2  « U.S.-U.A.E. Business Council Hosts Deputy Assistant Secretary of Defense for the Middle East », sur usuaebusiness.org, 19 avril 2018 (consulté le 5 mai 2019)
7. ↑  S. O. F. News, « Special Operations News Update 20171018 », sur sof.news, 18 octobre 2017 (consulté le 5 mai 2019)
8. ↑  « Screening of "My Star in the Sky" and Q&A with filmmakers », sur yale.edu (consulté le 5 mai 2019)
9. ↑  Jake Sherman et Anna Palmer, « POLITICO Playbook: Moderate Dems take a leap on impeachment », sur POLITICO
10. ↑  « Lobo Institute – Lobo Institute teaches, advises, and consults on current global conflicts. » (consulté le 11 août 2020)
11. 1 2 3  « The Lawfare Podcast: Yemen's Ongoing Tragedy », sur Lawfare, 26 août 2020 (consulté le 10 janvier 2021)
12. ↑  « Experts », sur Middle East Institute
13. ↑  Josh Margolin, Stephanie Ramos et Bill Hutchinson, « FBI probing whether Pensacola naval base suspect watched mass-shooting videos before attack, sources say », sur ABC News, 8 décembre 2019
14. ↑  « Board of Directors - Grassrootsgroup.org | Grassroots Reconciliation Group », sur grassrootsgroup.org
15. 1 2 3 4 5 6 7  Lara Seligman, « The Child Soldier Crisis: 'Kids Are Cheap' », sur foreignpolicy.com, 8 novembre 2019
16. ↑  « Senior Executive Service Announcements », sur U.S. DEPARTMENT OF DEFENSE (consulté le 5 mai 2019)
17. 1 2  Lara Seligman, « Hollowed-Out Pentagon Begins to Staff Up », sur foreignpolicy.com, 5 septembre 2019
18. 1 2  « Turkish attack on Syria could have been stopped: US official », sur Kurdistan24
19. 1 2 3 4 5 6  Katie Williams, « The US Might Have Warded Off Turkey's Syria Invasion, Says DOD's Outgoing Mideast Policy Chief », sur Defense One, 4 novembre 2019
20. 1 2 3 4  « Secretary of Defense Medal for Outstanding Public Service to Michael Patrick Mulroy – Lobo Institute » (consulté le 11 août 2020)
21. ↑  Mara Karlin, « How to read the 2018 National Defense Strategy », sur brookings.edu, 21 janvier 2018 (consulté le 5 mai 2019)
22. ↑  « Jackson hosts third annual Special Operations Conference », sur yale.edu (consulté le 5 mai 2019)
23. ↑  « Mattis Says U.S., Allies Must Deal With Range of Iranian Malign Activi », sur U.S. DEPARTMENT OF DEFENSE (consulté le 5 mai 2019)
24. ↑  « NSRD Hosts Deputy Assistant Secretary of Defense for the Middle East, Michael Mulroy », sur www.rand.org
25. 1 2  Jack Detsch, « Pentagon turns to irregular tactics to counter Iran », sur Al-Monitor, 17 octobre 2019
26. ↑  Tim Haines, « Defense Secretary Esper: China "Has Studied Us," Expanding Military To "Push U.S. Out" Of The Region », sur www.realclearpolitics.com, 22 août 2019
27. ↑  Aime Williams, « Pentagon warns of China's growing influence in the Middle East », sur Financial Times, 21 août 2019
28. ↑  Jack Detsch, « Pentagon sees warning for China in Turkey's F-35 ouster », sur Al-Monitor, 19 août 2019
29. ↑  Kumail Jaffer, « Trump warned Turkey punishment could 'hand Middle East to China' », sur Express.co.uk, 21 août 2019
30. 1 2  Jack Detsch, « Pentagon pushes Egypt to fight counterinsurgency campaign in Sinai », sur Al-Monitor, 31 juillet 2019
31. ↑  « Why Egypt matters — maybe more than ever », sur Al-Monitor, 9 août 2019
32. ↑  « U.S. Labels Iran's Revolutionary Guard As A Foreign Terrorist Organization », sur NPR.org
33. ↑  Edward Wong et Eric Schmitt, « Trump Designates Iran's Revolutionary Guards a Foreign Terrorist Group », The New York Times,‎ 8 avril 2019 (lire en ligne)
34. ↑  Daniel Benjamin et Jason Blazakis, « Why Trump's Latest Move Against Iran Was Pointless—and Dangerous », Time,‎ 9 avril 2019 (lire en ligne)
35. ↑  « Mattis: Iran is the biggest threat to Mideast peace », sur Washington Examiner, 22 avril 2016
36. 1 2 3  « Syria and Middle East Security, Michael Mulroy Remarks », sur C-SPAN
37. ↑  Katie Williams, « Pentagon Official: We Didn't Link Iran to al-Qaeda In Hill Briefings », sur Defense One, 27 juin 2019
38. ↑  Karen DeYoung et Missy Ryan, « Trump administration lays broad legal grounds for military strike on Iran », The Washington Post
39. ↑  DoD News, « Middle East Security Still Critical To US, Says Pentagon Official », sur eurasiareview.com, 2 mai 2019 (consulté le 5 mai 2019)
40. ↑  « Middle East Strategic Alliance Effort Aimed at Stabilization », sur U.S. DEPARTMENT OF DEFENSE
41. ↑  Nicholas Miller, « Maximum Pressure Is Failing: Fact-Checking Pompeo on Iran », sur War on the Rocks, 15 août 2019
42. ↑  Daniel Allott, « 'Maximum Pressure' on Iran has failed — here's what should come next », sur TheHill, 27 juillet 2019
43. ↑  « US releases new images from suspected attacks on Gulf tankers », sur www.aljazeera.com, 18 juin 2019
44. ↑  Somayeh Malekian, « Iranian Revolutionary Guard seizes foreign oil tanker in Persian Gulf: State media », sur ABC News, 18 juillet 2019
45. ↑  « Putin's Gulf security plan depends on Trump », sur Al-Monitor, 16 août 2019
46. ↑  Max Colchester et Isabel Coles, « Britain, U.S. to Protect Shipping Through Strait of Hormuz From Iranian Threats », sur Wall Street Journal
47. ↑  Laurie Mylroie, « Pentagon: US will continue to support Peshmerga », sur Kurdistan24, 31 août 2019
48. ↑  Daniel Benjamin et Steven Simon, « America's Great Satan », Foreign Affairs,‎ 23 novembre 2019 (lire en ligne)
49. ↑  Julian Borger, « John Bolton: the man driving the US towards war … any war », The Guardian, 17 mai 2019
50. 1 2  Jack Detsch, « US prepares for potential Iranian escalation and Iraq expulsion », sur Al-Monitor, 3 janvier 2020
51. ↑  « Start Here: Iran's "2nd Most Popular Man" is Dead on Apple Podcasts », sur Apple Podcasts
52. ↑  Mick Mulroy et Eric Oehlerich, « The killing of Qassem Soleimani: Was there a better way? », sur Middle East Institute, 13 janvier 2020
53. 1 2  Luis Martinez, « Iraq in the middle of growing US-Iran tensions », sur ABC News, 20 juin 2019
54. 1 2  « Building Capabilities, Nurturing Alliances at Heart of U.S. Strategy », sur U.S. DEPARTMENT OF DEFENSE
55. 1 2 3  « Iraq: A Crossroads of U.S. Policy », sur United States Senate Committee on Foreign Relations
56. 1 2 3 4 5  Lara Seligman, « Fears Rise of an ISIS Comeback », sur foreignpolicy.com, 2 juillet 2019
57. ↑  « The Next U.S.-Iran Flashpoint Could Be Iraq », sur www.bloomberg.com
58. 1 2  (en) Luis Martinez, « 2 Americans among 3 troops killed in rocket attack on base in Iraq: Officials », sur ABC11 Raleigh-Durham, 11 mars 2020 (consulté le 10 août 2020)
59. ↑  (en) Vanessa Romo et Greg Myre, « U.S. Launches Retaliatory Airstrikes In Iraq After Missile Attack », sur NPR, 12 mars 2020 (consulté le 10 août 2020)
60. 1 2  Jack Detsch, « US calls on Russia to cease Idlib fight amid terror strikes », sur Al-Monitor, 3 septembre 2019
61. ↑  « Russia's Middle East: You probe with bayonets. If you find mush, you proceed ... », sur Middle East Institute (consulté le 11 août 2020)
62. ↑  Lamothe, Dan, « Trump administration offers active-duty military forces and intelligence to help quell Minnesota unrest » [archive du 21 juin 2020], sur Washington Post (consulté le 23 juin 2020)
63. ↑  (en-US) Charlie Savage, Eric Schmitt et Michael Schwirtz, « Russia Secretly Offered Afghan Militants Bounties to Kill U.S. Troops, Intelligence Says », The New York Times,‎ 26 juin 2020 (ISSN 0362-4331, lire en ligne, consulté le 10 août 2020)
64. ↑  (en) James Meek, Elizabeth Thomas et Luis Martinez, « Russians offered Taliban bounties to kill US troops: Military official », sur ABC News, 27 juin 2020 (consulté le 10 août 2020)
65. ↑  (en) Steve Herman, « White House Defends Trump Not Being Briefed on Russia 'Bounty' for US Soldiers », sur Voice of America, juin 2020 (consulté le 10 août 2020)
66. ↑  Joel Gehrke, « Pentagon official says more than 10,000 'unrepentant' ISIS fighters remain », sur Washington Examiner, 29 avril 2019 (consulté le 5 mai 2019)
67. ↑  Kurdistan24, « Pentagon: US in Syria 'for the long haul;' hails Peshmerga in 'Operation Viking Hammer' », sur Kurdistan24 (consulté le 5 mai 2019)
68. ↑  « U.S. in Syria for the long haul, says Pentagon official », sur Ahval (consulté le 5 mai 2019)
69. ↑  Aymenn Jawad al-Tamimi, « Hayat Tahir al-Sham and al-Qaeda: Affiliates or Foes? », sur Middle East Forum (consulté le 5 mai 2019)
70. ↑  Amy Austin Holmes, « Descendants of Survivors: Syriac Christians Oppose a Turkish 'Safe Zone' in Syria », sur The National Interest, 16 mai 2019
71. 1 2 3  « U.S. Policy Toward Syria », sur C-SPAN
72. ↑  Ryan Browne et David Shortell, « First on CNN: US transports alleged American ISIS fighter back from Syria to face trial », CNN,‎ 18 juillet 2019 (lire en ligne)
73. ↑  « US warned Turkey only last week that attacking Kurds helps ISIS », sur Washington Examiner, 7 octobre 2019
74. ↑  Jeff Seldin, « US Urges 'Plan B' for Islamic State Fighters, Families in Syria », sur Voice of America, 3 octobre 2019
75. ↑  « U.S. Urges 'Plan B' for Islamic State Fighters, Families in Syria | Small Wars Journal », sur smallwarsjournal.com
76. ↑  Josh Rogin, « Trump just destroyed his own Syria strategy », sur The Hour, 9 octobre 2019
77. ↑  Glen Carey, « U.S. and Turkey's moves give Assad hope of regaining control over most of Syria », The Japan Times,‎ 11 octobre 2019 (lire en ligne)
78. ↑  Glen Carey, « U.S. Warns Syrian Forces Against Chemical Weapons in Idlib Fight », sur www.bloomberg.com, 7 juin 2019
79. ↑  Lara Seligman, « Pentagon Warns Turkey of Sanctions Over Russian Missile System », 10 juin 2019
80. ↑  Gregory Aftandilian, « Despite warnings, Trump unlikely to oppose Syrian-Russian offensive in Idlib | Gregory Aftandilian », sur AW, 16 juin 2019
81. ↑  « Syrian White Helmets evacuated by Israel », BBC,‎ 22 juillet 2018 (lire en ligne)
82. ↑  Wladimir Wilgenburg, « US-led coalition praises SDF's anti-ISIS efforts amid Turkish threats », sur Kurdistan24, 1er septembre 2019
83. ↑  « Erdogan Vows Syria Operation if US Falls Short in Safe Zone », sur Voice of America
84. ↑  Kareem Fahim et Missy Ryan, « U.S. and Turkey agree to cooperate in establishing "safe zone" in northern Syria », The Washington Post
85. ↑  Michael Rubin, « Should we trust Turkey on a Syria safe zone? History suggests no », sur Washington Examiner, 26 août 2019
86. ↑  Eric Schmitt, Maggie Haberman et Edward Wong, « President Endorses Turkish Military Operation in Syria, Shifting U.S. Policy », The New York Times,‎ 7 octobre 2019 (lire en ligne)
87. ↑  Lara Seligman, « Defying Pentagon, Trump Endorses Turkish Operation in Syria »
88. ↑  « Trump Gets His Turkey Withdrawal Deal With Bolton, Mattis Gone », sur www.bloomberg.com
89. ↑  Glen Carey, « U.S. and Turkey Between Them May Give Syria's Assad a Big Boost », sur Bloomberg, 10 octobre 2019
90. ↑  Jack Detsch, « Turkish incursion threatens to unleash Islamic State in Syria, US officials warn », sur Al-Monitor, 7 octobre 2019
91. ↑  Conor Finnegan, Luis Martinez et Martha Raddatz, « 'They abandoned us': Commanding general of US-allied Kurdish forces in Syria », sur ABC News, 7 octobre 2019
92. ↑  Helene Cooper et Eric Schmitt, « Caught Between Trump, Turkey, and Kurds, Pentagon Struggles to Piece Together Syria Strategy », The New York Times,‎ 7 octobre 2019 (lire en ligne)
93. ↑  « There Is No Plan B for ISIS Prisoners », sur The Atlantic, 17 octobre 2019
94. ↑  « Washington Post: Breaking News, World, US, DC News & Analysis », The Washington Post
95. ↑  (en-US) Helene Cooper et Eric Schmitt, « U.S. to Deploy Hundreds of Troops to Guard Oil Fields in Syria, Pentagon Officials Say », The New York Times,‎ 25 octobre 2019 (ISSN 0362-4331, lire en ligne, consulté le 10 août 2020)
96. 1 2 3  Eric Schmitt, « U.S. Envoy in Syria Says Not Enough Was Done to Avert Turkish Attack », The New York Times,‎ 7 novembre 2019 (lire en ligne)
97. ↑  Ryan Browne et Phil Mattingly, « ISIS leader al-Baghdadi believed to have been killed in a US military raid, sources say », sur CNN, 27 octobre 2019 (consulté le 10 août 2020)
98. ↑  David Jackson, Courtney Subramanian and Michael Collins, « President Trump says ISIS leader Abu Bakr al-Baghdadi is dead after U.S.-led raid in Syria », sur USA TODAY
99. ↑  Benjamin Minick, « Isis Leader Al Baghdadi Dead After US Special Forces Raid Hideout In Syria: Sources », sur International Business Times, 27 octobre 2019
100. ↑  Missy Ryan et Dan Lamothe, « Trump says Islamic State leader Abu Bakr al-Baghdadi blew himself up as U.S. troops closed in », 27 octobre 2019
101. ↑  Howard Altman, « Trump: ISIS leader al-Baghdadi killed in US commando raid », sur Military Times, 27 octobre 2019
102. ↑  Frances Perraudin, Michael Safi et Martin Chulov, « Isis leader Abu Bakr al-Baghdadi killed in US raid, says Donald Trump - as it happened », The New York Times, 27 octobre 2019
103. ↑  Eli Lake, « Did Turkey Know Where Baghdadi Was Hiding? », sur Bloomberg, 1er novembre 2019
104. ↑  Sirwan Kajjo, « Al-Baghdadi Killed in Idlib, a Hotbed of Terror Groups, Foreign Fighters », sur Voice of America, 27 octobre 2019
105. ↑  « U.S. Dispatches Armored Vehicles in Syria to Guard Oil Fields », Time
106. ↑  Aamer Madhani, The Associated Press, Sarah El Deeb, The Associated Press, « After American troop withdrawal, Trump shifts focus to Syria oil fields », sur Air Force Times, 24 octobre 2019
107. ↑  Shawn Snow, « Bradleys and Army infantry roll into Syria to help secure oil wells », sur Air Force Times, 31 octobre 2019
108. ↑  Marcy Kreiter, « Syria Civil War: US Diplomat Says US Did Not Do Enough To Prevent Turkey's Invasion », sur International Business Times, 7 novembre 2019
109. ↑  (en) Conor Finnegan et Jack Arnholz, « US sanctions Assad, his wife, others in bid to shut down foreign investment for Syrian regime », sur ABC News, 17 juin 2020 (consulté le 10 août 2020)
110. ↑  Laurie Mylroie, « New US sanctions against Syria include families of Bashar, Maher al-Assad », sur www.kurdistan24.net, 18 juin 2020 (consulté le 10 août 2020)
111. ↑  « Air Force Magazine », 29 avril 2019
112. ↑  Karoun Demirjian et Missy Ryan, « Senate fails to override Trump's veto of resolution demanding end to U.S. involvement in Yemen war », The Washington Post
113. ↑  Karoun Demirjian et Missy Ryan, « Senate doesn't override Trump's veto of resolution demanding end to U.S. involvement in Yemen », sur StamfordAdvocate, 2 mai 2019 (consulté le 5 mai 2019)
114. ↑  Mohammed Hatem, « Saudi Arabia Agrees to Limited Cease-Fire in Yemen War », sur Bloomberg, 27 septembre 2019
115. ↑  Patrick Wintour, « Yemen ceasefire looks dire but is holding, says UN envoy », The Guardian, 30 janvier 2019
116. ↑  Dion Nissenbaum in Beirut and Saleh Al-Batati in London, « Saudi-Backed Yemeni Government, Separatists Sign Power-Sharing Deal », sur WSJ
117. ↑  « Statement from the President », sur whitehouse.gov (consulté le 10 janvier 2021)
118. ↑  (en) Jack Detsch, « Trump confirms al-Qaeda's Yemen leader killed », sur Al-Monitor, 7 février 2020 (consulté le 10 août 2020)
119. ↑  (en-US) Rukmini Callimachi, Eric Schmitt et Julian E. Barnes, « U.S. Strikes at Leader of Qaeda in Yemen », The New York Times,‎ 31 janvier 2020 (ISSN 0362-4331, lire en ligne, consulté le 31 janvier 2020)
120. 1 2  « An End To Child Soldiers: Mick Mulroy's Life Mission », sur SOFLETE
121. 1 2  (en) « Trump tweets apparent confirmation that U.S. drone strike killed top al Qaeda leader », sur NBC News (consulté le 13 août 2020)
122. ↑  (en) « Monday Briefing: A new round of Iranian-Saudi talks », sur mei.edu, 19 avril 2021 (consulté le 5 septembre 2021)
123. ↑  « After troops leave Afghanistan, U.S. will face challenges maintaining counterterrorism capability », sur washingtonpost.com, The Washington Post, 17 avril 2021 (consulté le 5 septembre 2021)
124. ↑  (en) « The Biden administration and the Middle East: Reflecting on the first 100 days », sur mei.edu, 28 avril 2021 (consulté le 5 septembre 2021)
125. ↑  « Taliban at presidential palace to negotiate transfer of power », sur abcnews.go.com, ABC News, 15 août 2021 (consulté le 5 septembre 2021)
126. ↑  (en) « The future of Afghanistan », sur abcnews.go.com, ABC News (consulté le 5 septembre 2021)
127. ↑  (en) « Taliban takeover raises questions about potential intelligence failures », sur abcnews.go.com, ABC News (consulté le 5 septembre 2021)
128. ↑  (en) « US special operations forces race to save former Afghan comrades in jeopardy », sur abcnews.go.com, 22 août 2021 (consulté le 5 septembre 2021)
129. ↑  (en) Zach Dorfman, « Exclusive: Secret CIA training program in Ukraine helped Kyiv prepare for Russian invasion », Yahoo! News, 16 mars 2022 (consulté le 17 mai 2022)
130. ↑  (en) Lara Jakes, Eric Schmitt et Edward Wong, « Beyond the Battlefield: What Might Happen Next in the Ukraine Crisis », The New York Times, 24 février 2022 (consulté le 17 mai 2022)
131. ↑  (en) Conor Finnegan, « Ukraine pleads for Western warplanes. Will the US help deliver? », ABC News, 8 mars 2022 (consulté le 17 mai 2022)
132. ↑  (en) Mick Mulroy, « How the US could work with its allies to collectively isolate Russia: ANALYSIS », The Go Network, 26 février 2022 (consulté le 17 mai 2022)
133. ↑  (en) « White House: Russia intends to destroy Ukrainian forces in the east », The Go Network (consulté le 17 mai 2022)
134. ↑  (en) Sara Hagos et Jack Detsch, « Bogged-Down Russian Troops Resort to Deadly Cluster Munitions », Foreign Policy, 16 mars 2022 (consulté le 17 mai 2022)
135. ↑  (en) « Russia to investigate claims of alleged mass graves », The Go Network (consulté le 17 mai 2022)
136. ↑  (en) Matt Seyler, « Officials push back on report US intel helping Ukraine target Russian generals », The Go Network, 6 mai 2022 (consulté le 17 mai 2022)
137. ↑  Tod Robberson, « CIA commandos remain covert », Dallas Morning News,‎ 27 octobre 2002 (lire en ligne)
138. ↑  Douglas Waller, « The CIA's Secret Army: The CIA's Secret Army », Time,‎ 3 février 2003 (lire en ligne, consulté le 28 janvier 2018)
139. ↑  Gup, Ted (2000). The Book of Honor: Covert Lives and Classified Deaths at the CIA.
140. 1 2 3  « Michael (Mick) P. Mulroy > U.S. DEPARTMENT OF DEFENSE > Biography », sur www.defense.gov
141. ↑  https://twitter.com/mpolymer/status/1313427602166738944?s=21
142. ↑  Tim Mcgirk, « Battle in "the Evilest Place" », sur content.time.com, 27 octobre 2003 (consulté le 10 janvier 2021)
143. ↑  Jeremy Scahill, Blackwater: The Rise of the World's Most Powerful Mercenary Army, 27 mai 2008 (ISBN 9781568584065, lire en ligne)
144. ↑  Bob Woodward, « Obama's wars », sur Internet Archive, New York : Simon & Schuster, 10 janvier 2010 (consulté le 10 janvier 2021)
145. ↑  Craig Whitlock and Greg Miller, « Paramilitary force is key for CIA », sur www.washingtonpost.com, 23 septembre 2010 (consulté le 10 janvier 2021)
146. ↑  Jim Sciutto, The Madman Theory, Harper, 11 août 2020 (ISBN 9780063005686, lire en ligne), p. 203
147. ↑  Jim Sciutto, The Madman Theory, Harper, 11 août 2020 (ISBN 9780063005686, lire en ligne), p. 208
148. ↑  « Philippine Marines, US Marines, Japanese Soldiers share stories during KAMANDAG 3 », sur DVIDS
149. ↑  Gregory Sadler, « A Case for a Philosopher-King by Michael Patrick Mulroy », sur modernstoicism.com, 20 septembre 2020
150. ↑  « Modern Stoicism Podcast », sur buzzsprout.com, 8 octobre 2020
151. ↑  « Where philosophy intersects with war training: stoic soldiers », sur abcnewsradioonline.com, 30 novembre 2020
152. ↑  Adam Piercey, « Podcast #16: Mick Mulroy, and Where Philosophy and Soldiering Intersect », sur modernstoicism.com, 10 décembre 2020
153. ↑  « Mick Mulroy – Stoicism for the Military »
154. 1 2  « Sept 24: LRA film screening in Georgetown - Grassrootsgroup.org | Grassroots Reconciliation Group », sur grassrootsgroup.org
155. ↑  « Screening of "My Star in the Sky" and Q&A with filmmakers », sur The MacMillan Center, 17 janvier 2019
156. ↑  « My Star in the Sky: A Movie Screening and Reception », sur www.atlanticcouncil.org (consulté le 5 mai 2019)
157. ↑  « My Star in the Sky: A Movie Screening and Reception », sur enoughproject.org (consulté le 5 mai 2019)
158. ↑  « Film Screening of "My Star in the Sky" at Truman National Security Project – Lobo Institute » (consulté le 11 août 2020)
159. ↑  « Film and Panel Discussion on Lord's Resistance Army, "My Star in the Sky" », sur Eventbrite
160. ↑  « The book about the documentary "My Star in the Sky" is being written! – Lobo Institute » (consulté le 11 août 2020)
161. ↑  Mark Sullivan, Beneath a Scarlet Sky: a novel, Seattle, mai 2017 (ISBN 978-1-5039-4337-7, OCLC 961155564)
162. ↑  « Board of Directors », sur grassrootsgroup.org (consulté le 10 août 2020)
163. ↑  « History », sur grassrootsgroup.org (consulté le 10 août 2020)
164. ↑  (en-US) « The Froglogic Podcast: Froglogic Podcast EP #39 Michael Mulroy & Eric Oehlerich CIA PMCO And Navy SEAL Help Child Soldiers on Apple Podcasts », sur Apple Podcasts (consulté le 10 août 2020)
165. ↑  (en) « Child soldiers in the Middle East », sur Middle East Institute (consulté le 10 août 2020)
166. ↑  (en) Jonathan Landay et Matt Spetalnick, « Exclusive: Overruling his experts, Pompeo keeps Saudis off U.S. child soldiers list », Reuters,‎ 18 juin 2019 (lire en ligne, consulté le 10 août 2020)
167. ↑  Hogg, Charu Lata (March 28, 2016). "The Loophole That Lets the U.S. Government Fund the Use of Child Soldiers." Open Society Foundations. Retrieved November 22, 2017.
168. ↑  Jonathan Landay, Matt Spetalnick, « Exclusive: Overruling his experts, Pompeo keeps Saudis off U.S. child soldiers list », sur www.reuters.com, 18 juin 2019 (consulté le 10 janvier 2021)
169. ↑  Ellen Wulfhorst, « Global count finds cases of child soldiers more than doubling », sur www.reuters.com, 12 février 2019 (consulté le 10 janvier 2021)
170. ↑  « Analysis: How the US can combat the soldiering of children », sur abcnewsradioonline.com, 17 mars 2021
171. ↑  (en-CA) Author Gregory Sadler, « A Case for a Philosopher-King by Michael Patrick Mulroy », sur Modern Stoicism, 26 septembre 2020 (consulté le 26 mai 2021)
172. ↑  « Mick Mulroy, Philosopher Kings, Ethics, and Wisdom - Modern Stoicism Podcast » (consulté le 26 mai 2021)
173. ↑  (en) « Where philosophy intersects with war training: stoic soldiers - World News - ABC News Radio », sur abcnewsradioonline.com
174. ↑  (en-CA) Author Adam Piercey, « Podcast #16: Mick Mulroy, and Where Philosophy and Soldiering Intersect », sur Modern Stoicism, 11 décembre 2020
175. ↑  (en) Mick Mulroy – Stoicism for the Military (lire en ligne)
176. ↑  (en-CA) « Stoicon-x Military Conference: Courage, Honor, and Stoicism », sur Eventbrite
177. ↑  « Plato’s Academy Centre », platosacademy.org (consulté le 15 décembre 2021)
178. ↑  « Sound Off - Supporting Veterans on their Terms » (consulté le 17 mai 2022)
179. ↑  (en) Brian Mcelhiney, « Episode 11: Interview with former CIA officer Mick Mulroy », Stars and Stripes (newspaper), 6 janvier 2022 (consulté le 17 mai 2022)
180. ↑  (en) « FamilUSA » (consulté le 17 mai 2022)